# NGC 5311
NGC 5311 је лентикуларна галаксија у сазвежђу Ловачки пси која се налази на NGC листи објеката дубоког неба.
Деклинација објекта је + 39° 59' 11" а ректасцензија 13h 48m 55,8s. Привидна величина (магнитуда) објекта NGC 5311 износи 12,5 а фотографска магнитуда 13,4. NGC 5311 је још познат и под ознакама UGC 8735, MCG 7-28-72, CGCG 218-52, IRAS 13467+4014, PGC 49011.